# Bolaven-Plateau

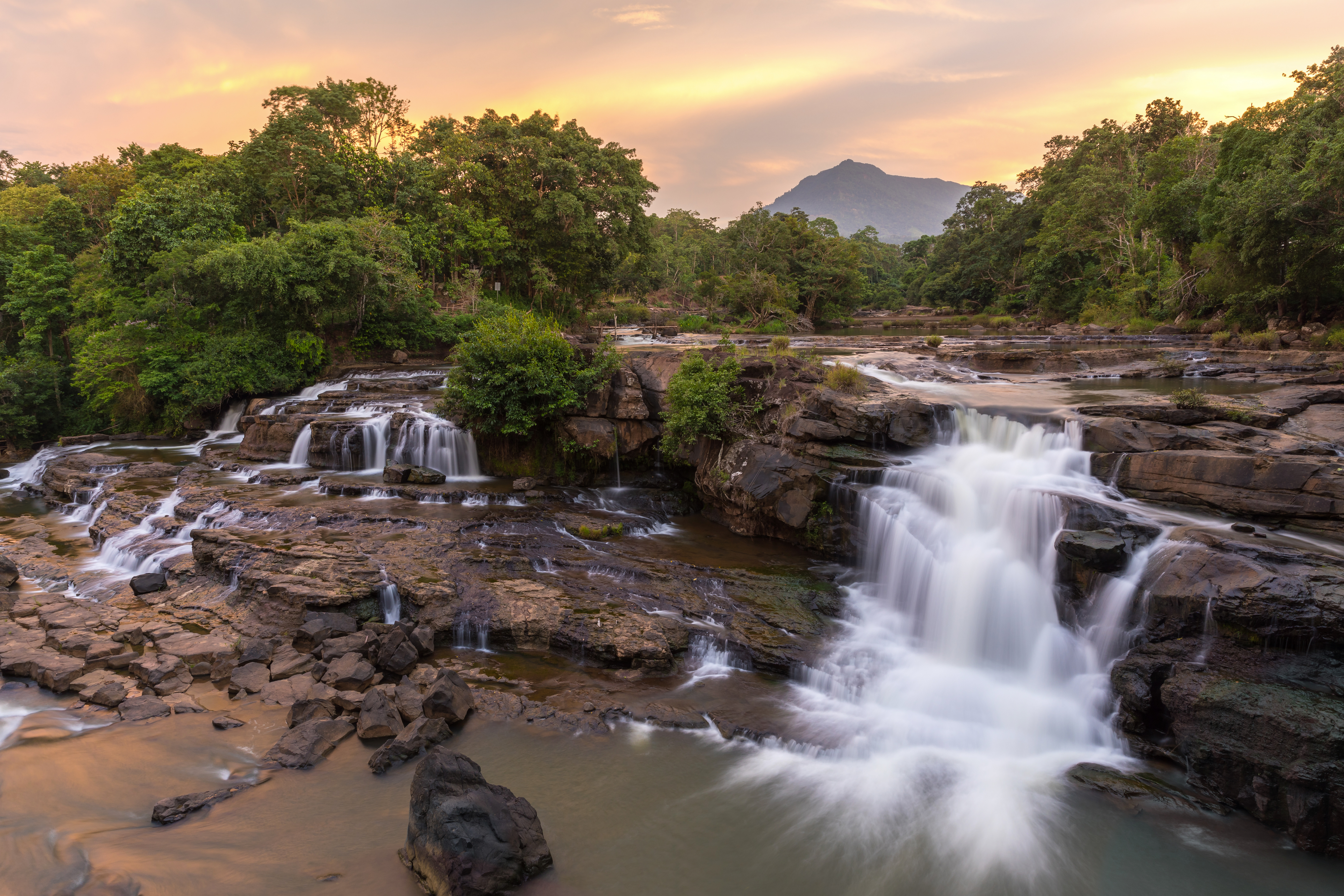
Tad-Hang-Wasserfall

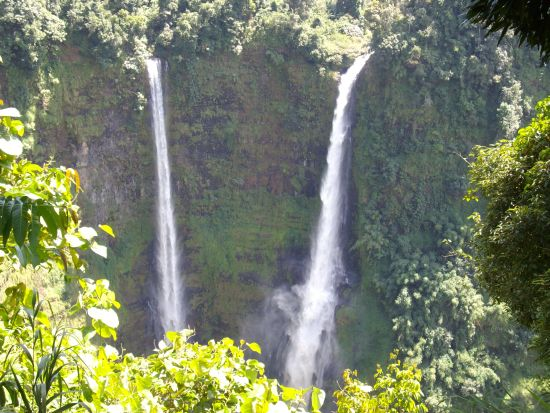
Tad-Fane-Wasserfall

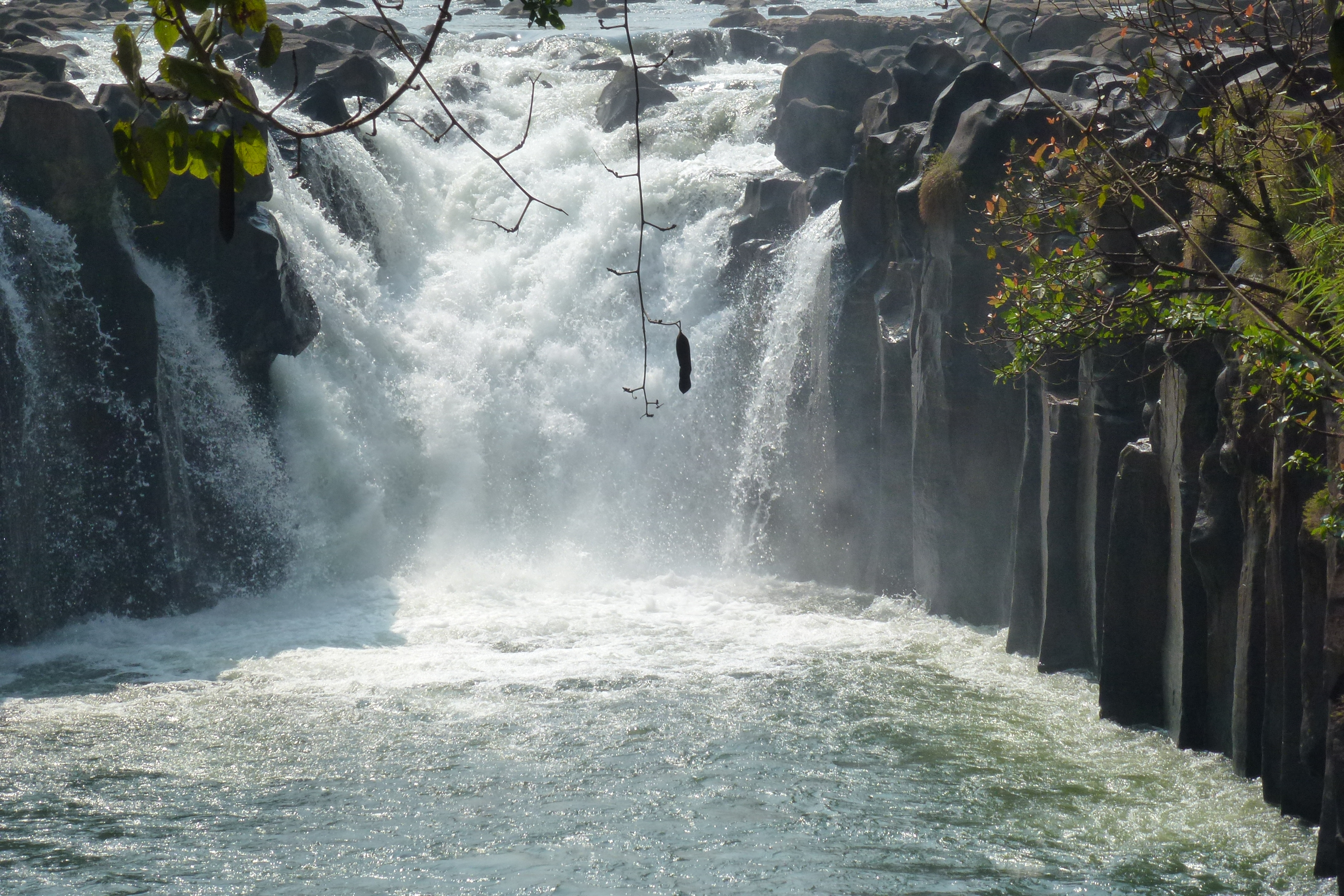
Tad-Pha-Suam-Wasserfall

Das Bolaven-Plateau ist eine 1.200 Meter hoch gelegene und 10.000 km² große Hochebene in Laos.
Das Plateau befindet sich großenteils in der Provinz Champasak. Auf dem Plateau leben verschiedene Volksgruppen, die zur Mon-Khmer-Sprachfamilie gehören. Mit rund 50.000 Personen ist die größte Gruppe die der Laven. Nach ihnen wurde das Plateau benannt (Bolaven = Heimat der Laven). In der Region wird hauptsächlich Landwirtschaft betrieben: Angebaut werden Kautschuk, Kardamom, Pfeffer, grüner Tee und Kaffee, welcher dem Plateau überregional Bedeutung verschafft.
Der Tad Fane (der mit 120 Metern höchste Wasserfall in Laos) sowie die Wasserfälle Tad Phasuam, Tad Lo, Tad E-Tu, Tad Champee und Tad Nyuang befinden sich im Bolaven-Plateau.
Während des Zweiten Indochinakrieges wurde die Region bei Luftangriffen der US-Armee stark bombardiert, weil sich dort Teile des Ho-Chi-Minh-Pfades befanden. Pakxong, der Hauptort des Gebietes, wurde dabei völlig zerstört.
Es ist geplant, das Plateau zur Energiegewinnung zu nutzen. So sollen verschiedene Stauseen des Xe-Pian Xe-Namnoy Hydroelectric Power Projects entstehen. Im Juli 2018 brach allerdings einer der Stauseen und forderte Tote und Verletzte.
Forscher wollen auf dem Plateau den Ursprung der Vorkommen australasiatischer Tektite ermittelt haben. Demnach liegt hier ein 0,79 Mio. Jahre alter Impaktkrater unter vulkanischen Basaltablagerungen begraben, der ca. 17 × 13 km umfasst und als Quelle der Tektite in Frage kommt.